# 島の先生
『島の先生』（しまのせんせい）は、2013年5月25日から6月29日までNHK「土曜ドラマ」枠で放送されていたテレビドラマ。
東京や大阪などの都市部で問題を抱えた児童・生徒たちが、鹿児島県の離島・美宝島（ドラマ上の架空の島）の学校に留学し、里親の元で生活する様子と、それらの生徒の問題に当たる先生の心の成長を描く。

## キャスト
夏村千尋
演 - 仲間由紀恵
美宝小中学校の教師。自身もかつて母との軋轢から美宝島の留学生となっていた。
田嶋文三
演 - 石坂浩二
美宝島の里親。
田嶋彰芳
演 - 井浦新
文三の息子。
園田一徹
演 - 大地康雄
美宝島の自治会長。
田嶋美奈子
演 - 青山倫子
彰芳の妻。
相馬克己
演 - 藤本隆宏
美宝島と本島を結ぶ海上タクシーの船長。
日野良太郎
演 - ドロンズ石本
漁師。
橋野君弘
演 - 国広富之
都会からIターンしてきた男性。
大塚陽子
演 - 左時枝
美宝小中学校の校長。
鈴木悠哉
演 - 今井悠貴
美宝小中学校の留学生。
夏村香代
演 - 夏樹陽子
千尋の母親。
時任伊沙子
演 - 谷川清美
養護教諭。
能勢幸人
演 - 佐々木大介
木内奈央
演 - 佐藤みゆき
舞の母親。
教頭先生
演 - 大久保英一
鈴木華江
演 - 田中美里
悠哉の母親。
トシ
演 - 朝崎郁恵
美宝島の住人。
安藤萌果
演 - 小野花梨
美宝小中学校の留学生。
多田翔司
演 - 林凌雅
美宝小中学校の留学生。
青井翼
演 - 篠田涼也
美宝小中学校の留学生。
木内舞
演 - 徳永風歌
美宝小中学校の留学生。
西松和弘
演 - 平田純哉
日野咲良
演 - 比嘉真麻
良太郎の娘。
日野良臣
演 - 普久原男
良太郎の息子。
広海
演 - 久家心
千尋の娘。

## スタッフ
- 脚本：荒井修子
- 演出：野田雄介、松浦善之助
- 音楽：吉俣良
- 主題歌：長渕剛「未来」
- 制作統括：屋敷陽太郎

## 放送日程
| 放送回 | 放送日  | サブタイトル      | 演出       |
| ------ | ------- | ----------------- | ---------- |
| 第1回  | 5月25日 | もう一度、生きる  | 野田雄介   |
| 第2回  | 6月01日 | お母さんを許せる? | 野田雄介   |
| 第3回  | 6月08日 | 島の宝            | 野田雄介   |
| 第4回  | 6月15日 | 心の傷            | 松浦善之助 |
| 第5回  | 6月22日 | 私を捨てた母      | 松浦善之助 |
| 最終回 | 6月29日 | 前に進まなきゃ    | 野田雄介   |